# Slibgoed

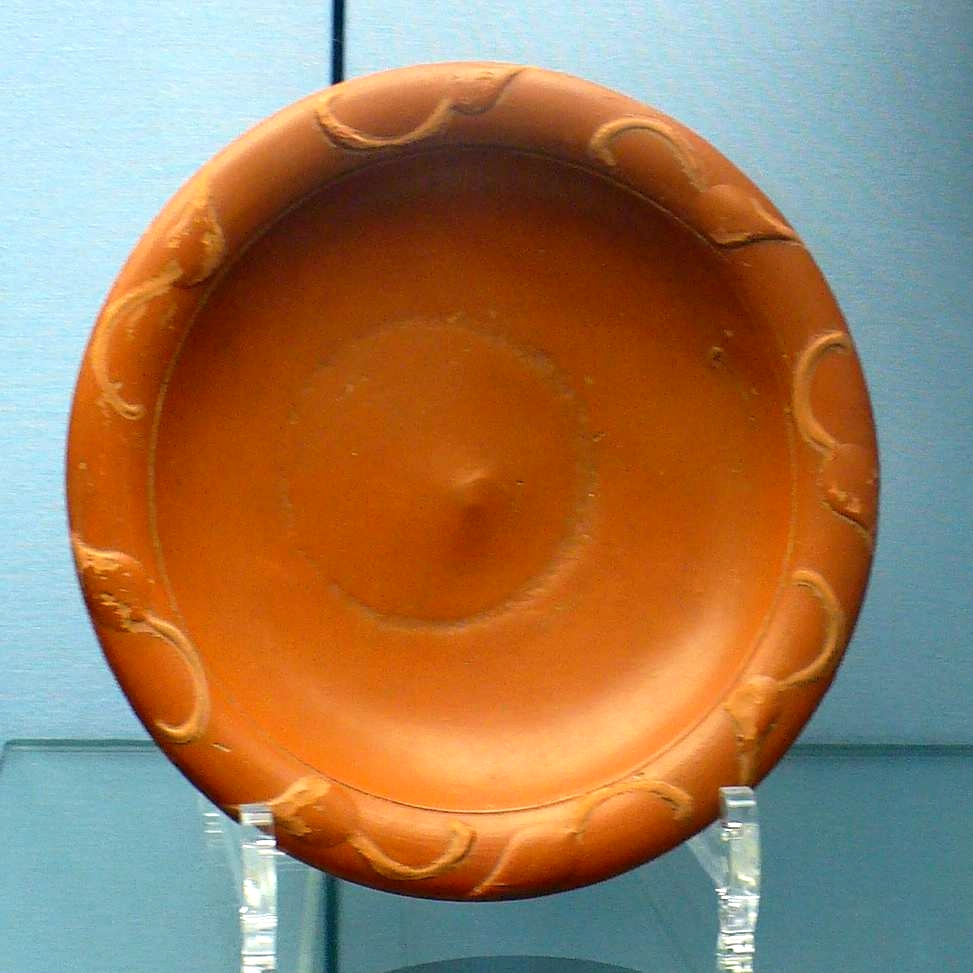
Romeins aardewerk

Slibgoed, slibaardewerk of engobe is keramiek dat met gekleurd slib versierd is.
Het ruwe aardewerk wordt versierd met dunne kleipasta waaraan pigmenten of engobe zijn toegevoegd. De pigmenten zijn gewoonlijk bepaalde metaaloxiden. Het aardewerk wordt daarna vaak voorzien van een laag transparant glazuur. Door het bakken van het aardewerk smelten de kleipasta en het glazuur ineen. 
De techniek is al eeuwenoud en werd in primitieve vorm al tijdens de prehistorie gebruikt. Het werd vanouds vooral gebruikt om eenvoudige versieringen op het aardewerk aan te brengen. Ook in de huidige tijd wordt de techniek gebruikt, ook bij het fabriceren van kunstobjecten. 